# Landkreis Ostprignitz-Ruppin
Landkreis Ostprignitz-Ruppin is een Landkreis in de Duitse deelstaat Brandenburg. De Landkreis telt 98.808 inwoners (31 december 2020) op een oppervlakte van 2.509,22 km². In Ostprignitz-Ruppin ligt het zogenaamde 'Bombodrom'. De Bundeswehr heeft plannen, om van de voormalige militaire oefeningsvlakte van het Rode Leger een van de grootsten in Europa te maken. Kreisstadt van Ostprignitz-Ruppin is Neuruppin.

## Steden
De volgende steden liggen in de kreis:
- Kyritz
- Lindow (Mark)
- Neuruppin
- Neustadt (Dosse)
- Rheinsberg
- Wittstock/Dosse

## Gemeenten
Amtsfreie gemeenten
1. Fehrbellin (9.242)
2. Heiligengrabe (5.071)
3. Wusterhausen/Dosse (6.558)

Ämter en bijhorende gemeenten
1. Lindow (Mark) (4.993)
  1. Herzberg (Mark) (688)
  2. Lindow (Mark) (Stadt) (3.240)
  3. Rüthnick (512)
  4. Vielitzsee (553)
2. Neustadt (Dosse) (8.564)
  1. Breddin (1.046)
  2. Dreetz (1.254)
  3. Neustadt (Dosse) (Stadt) (3.742)
  4. Sieversdorf-Hohenofen (858)
  5. Stüdenitz-Schönermark (683)
  6. Zernitz-Lohm (981)
3. Temnitz (Amtssitz: Walsleben) (5.742)
  1. Dabergotz (610)
  2. Märkisch Linden (1.244)
  3. Storbeck-Frankendorf (538)
  4. Temnitzquell (853)
  5. Temnitztal (1.656)
  6. Walsleben (841)

Barnim · Brandenburg an der Havel · Cottbus · Dahme-Spreewald · Elbe-Elster · Frankfurt (Oder) · Havelland · Märkisch Oderland · Oberhavel · Oberspreewald-Lausitz · Oder-Spree · Ostprignitz-Ruppin · Potsdam · Potsdam-Mittelmark · Prignitz · Spree-Neiße · Teltow-Fläming · Uckermark
Breddin ·
Dabergotz ·
Dreetz ·
Fehrbellin ·
Heiligengrabe ·
Herzberg (Mark) ·
Kyritz ·
Lindow ·
Märkisch Linden ·
Neuruppin ·
Neustadt (Dosse) ·
Rheinsberg ·
Rüthnick ·
Sieversdorf-Hohenofen ·
Storbeck-Frankendorf ·
Stüdenitz-Schönermark ·
Temnitzquell ·
Temnitztal ·
Vielitzsee ·
Walsleben ·
Wittstock/Dosse ·
Wusterhausen/Dosse ·
Zernitz-Lohm